# Curso de aperfeiçoamento
Aperfeiçoamento é uma modalidade de ensino para que profissionais que tenham habilidades específicas possam possuir outras habilidades somadas como formação de atualização.
Entidades de ensino como SENAI e SENAC usam cursos de aperfeiçoamento para atualizar os profissionais da indústria e do comércio tendo em vista a dinâmica do mercado profissional.
O MEC possui uma secretaria com foco voltado para o aperfeiçoamento de professores nas instituições de ensino no Brasil de onde surgiu o Capemp (Comissão de Aperfeiçoamento de Professores do Ensino Médio e Profissional).